# Catesbaea grayi
Catesbaea grayi är en måreväxtart som beskrevs av August Heinrich Rudolf Grisebach. Catesbaea grayi ingår i släktet Catesbaea och familjen måreväxter.
Artens utbredningsområde är Kuba. Inga underarter finns listade i Catalogue of Life.